# چمن‌چکاو پامپاس
چمن‌چکاو پامپاس (نام علمی: Sturnella defilippii) نام یک گونه از سرده چمن‌چکاو است.